# Letzigrund
Letzigrund (phát âm tiếng Đức: [ˈlɛtsiɡrʊnd] ⓘ) là một sân vận động ở Zürich, Thụy Sĩ. Đây là sân nhà của câu lạc bộ điền kinh LC Zürich, và các câu lạc bộ bóng đá FC Zürich và Grasshopper Club Zürich. LC Zürich là một phần của FC Zürich, câu lạc bộ đã xây dựng sân vận động vào năm 1925. Grasshopper-Club đã sử dụng sân vận động này làm sân nhà của đội từ năm 2007. Giải đấu điền kinh hàng năm Weltklasse Zürich — một phần của Diamond League — diễn ra tại Letzigrund từ năm 1928. Sân cũng được sử dụng thường xuyên cho các buổi hòa nhạc ngoài trời. Vào ngày 21 tháng 6 năm 1960, trên đường chạy điền kinh Letzigrund, Armin Hary đã trở thành người đầu tiên chạy 100 mét với thời gian 10,0 giây.

## Các trận đấu

### Giải vô địch bóng đá châu Âu 2008
Sân vận động là một trong những địa điểm tổ chức Giải vô địch bóng đá châu Âu 2008.
Các trận đấu sau đây đã được tổ chức tại sân vận động trong Euro 2008:
| Ngày                | Đội #1  | Kết quả | Đội #2 | Vòng   | Khán giả |
| ------------------- | ------- | ------- | ------ | ------ | -------- |
| 9 tháng 6 năm 2008  | România | 0–0     | Pháp   | Bảng C | 30.585   |
| 13 tháng 6 năm 2008 | România | 1–1     | Ý      | Bảng C | 30.585   |
| 17 tháng 6 năm 2008 | Pháp    | 0–2     | Ý      | Bảng C | 30.585   |

### Các trận đấu quốc tế
| Ngày                 | Đội #1     | Kết quả | Đội #2               | Giải đấu                                        |
| -------------------- | ---------- | ------- | -------------------- | ----------------------------------------------- |
| 13 tháng 10 năm 2007 | Thụy Sĩ    | 3–1     | Áo                   | Giao hữu                                        |
| 20 tháng 11 năm 2007 | Thụy Sĩ    | 0–1     | Nigeria              | Giao hữu                                        |
| 6 tháng 2 năm 2008   | Bồ Đào Nha | 3–1     | Ý                    | Giao hữu                                        |
| 10 tháng 9 năm 2008  | Thụy Sĩ    | 1–2     | Luxembourg           | Vòng loại World Cup 2010                        |
| 1 tháng 6 năm 2012   | Ý          | 0–3     | Nga                  | Giao hữu                                        |
| 31 tháng 3 năm 2015  | Thụy Sĩ    | 1–1     | Hoa Kỳ               | Giao hữu                                        |
| 29 tháng 3 năm 2016  | Thụy Sĩ    | 0–2     | Bosna và Hercegovina | Giao hữu                                        |
| 23 tháng 3 năm 2018  | Ai Cập     | 1–2     | Bồ Đào Nha           | Giao hữu                                        |
| 27 tháng 3 năm 2018  | Ai Cập     | 0–1     | Hy Lạp               | Giao hữu                                        |
| 29 tháng 5 năm 2018  | Kosovo     | 3–0     | Albania              | Giao hữu                                        |
| 22 tháng 10 năm 2021 | Thụy Sĩ    | 2–0     | România              | Vòng loại giải vô địch bóng đá nữ thế giới 2023 |
| 26 tháng 10 năm 2021 | Thụy Sĩ    | 5–0     | Croatia              | Vòng loại giải vô địch bóng đá nữ thế giới 2023 |
| 29 tháng 3 năm 2022  | Thụy Sĩ    | 1–1     | Kosovo               | Giao hữu                                        |

## Buổi hòa nhạc
| Ngày                             | Nghệ sĩ            | Chuyến lưu diễn                        | Khán giả   |
| -------------------------------- | ------------------ | -------------------------------------- | ---------- |
| 23 tháng 6 năm 1996              | Bon Jovi           | These Days Tour                        | —          |
| 1 và 2 tháng 11 năm 1996         | Tina Turner        | Wildest Dreams Tour                    | —          |
| 26 tháng 6 năm 1997              | Céline Dion        | Falling Into You Around the World Tour | —          |
| 1 tháng 7 năm 1999               | Céline Dion        | Let's Talk About Love World Tour       | 42.040     |
| 30 tháng 6 và 1 tháng 7 năm 2000 | Tina Turner        | Twenty Four Seven Tour                 | Bán hết vé |
| 30 tháng 8 năm 2000              | Bon Jovi           | Crush Tour                             | —          |
| 20 tháng 6 năm 2001              | AC/DC              | Stiff Upper Lip World Tour             | —          |
| 26 tháng 6 năm 2001              | Bon Jovi           | One Wild Night Tour                    | —          |
| 11 tháng 6 năm 2003              | Bon Jovi           | Bounce Tour                            | —          |
| 2 tháng 6 năm 2004               | Paul McCartney     | Paul McCartney 2004 Summer Tour        | —          |
| 18 tháng 6 năm 2004              | Metallica          | Madly in Anger with the World Tour     | —          |
| 18 tháng 7 năm 2005              | U2                 | Vertigo Tour                           | 44.260     |
| 11 và 12 tháng 9 năm 2010        | U2                 | U2 360° Tour                           | 90.349     |
| 14 tháng 7 năm 2011              | Bon Jovi           | Bon Jovi Live                          | 37.125     |
| 26 tháng 5 năm 2012              | Coldplay           | Mylo Xyloto Tour                       | 48.826     |
| 9 tháng 7 năm 2012               | Bruce Springsteen  | Wrecking Ball World Tour               | 41.560     |
| 16 tháng 8 năm 2012              | Robbie Williams    | Take the Crown Stadium Tour            | 37.532     |
| 18 tháng 8 năm 2012              | Madonna            | The MDNA Tour                          | 37.792     |
| 11 tháng 9 năm 2013              | Roger Waters       | The Wall Live                          | 37.367     |
| 1 tháng 6 năm 2014               | The Rolling Stones | 14 On Fire                             | 48.622     |
| 5 và 7 tháng 6 năm 2015          | AC/DC              | Rock or Bust World Tour                | 100.000    |
| 15 tháng 8 năm 2015              | Die Toten Hosen    | Am Anfang war der Lärm                 | Bán hết vé |
| 11 và 12 tháng 6 năm 2016        | Coldplay           | A Head Full of Dreams Tour             | 89.254     |
| 14 tháng 7 năm 2016              | Beyoncé            | The Formation World Tour               | 23.790     |
| 31 tháng 7 năm 2016              | Bruce Springsteen  | The River Tour 2016                    | 36.728     |
| 12 tháng 8 năm 2016              | Rihanna            | Anti World Tour                        | —          |
| 7 tháng 6 năm 2017               | Guns N' Roses      | Not in This Lifetime... Tour           | 42.425     |
| 18 tháng 6 năm 2017              | Depeche Mode       | Global Spirit Tour                     | 29.575     |
| 2 tháng 9 năm 2017               | Robbie Williams    | The Heavy Entertainment Show Tour      | 45.000     |
| 20 tháng 9 năm 2017              | The Rolling Stones | No Filter Tour                         | 48.000     |
| 3 và 4 tháng 8 năm 2018          | Ed Sheeran         | ÷ Tour                                 | 95.458     |
| 10 tháng 5 năm 2019              | Metallica          | WorldWired Tour                        | 46.349     |
| 10 tháng 7 năm 2019              | Bon Jovi           | This House is not for Sale Tour        | —          |
| 30 tháng 7 năm 2019              | P!nk               | Beautiful Trauma World Tour            | 45.287     |
| 30 và 31 tháng 5 năm 2022        | Rammstein          | Europe Stadium Tour                    | 94.000     |
| 17 tháng 7 năm 2022              | Die Toten Hosen    | Alles aus Liebe                        | 45.000     |
| 19 và 20 tháng 8 năm 2022        | Gölä & Trauffer    | Büetzer Buebe                          |            |
| 16 và 17 tháng 9 năm 2022        | Ed Sheeran         | +–=÷x Tour                             |            |

## Hình ảnh

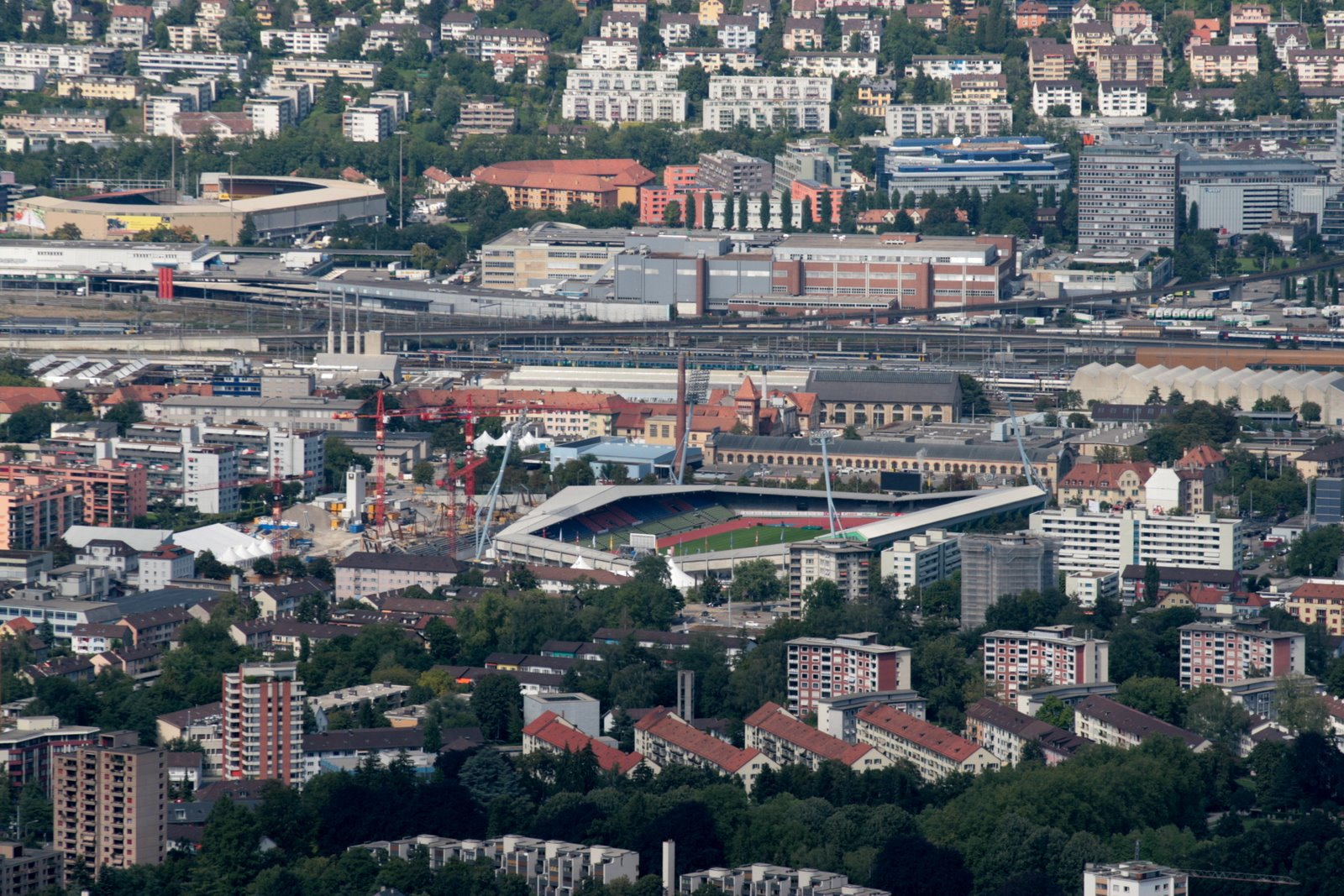
Sân vận động cũ nhìn từ Uetliberg
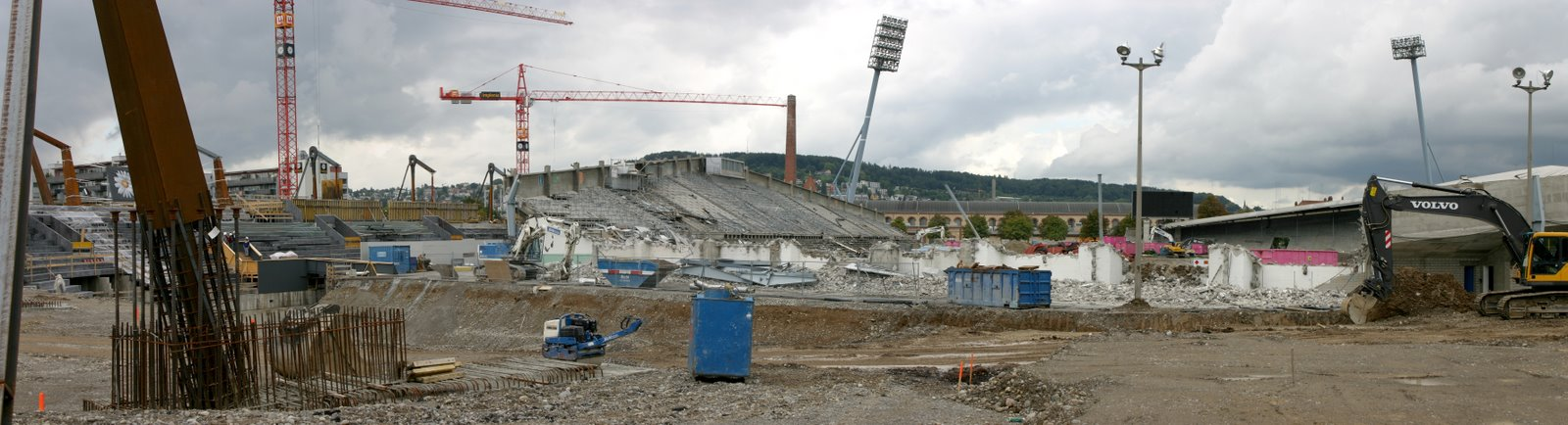
Phá hủy sân vận động cũ
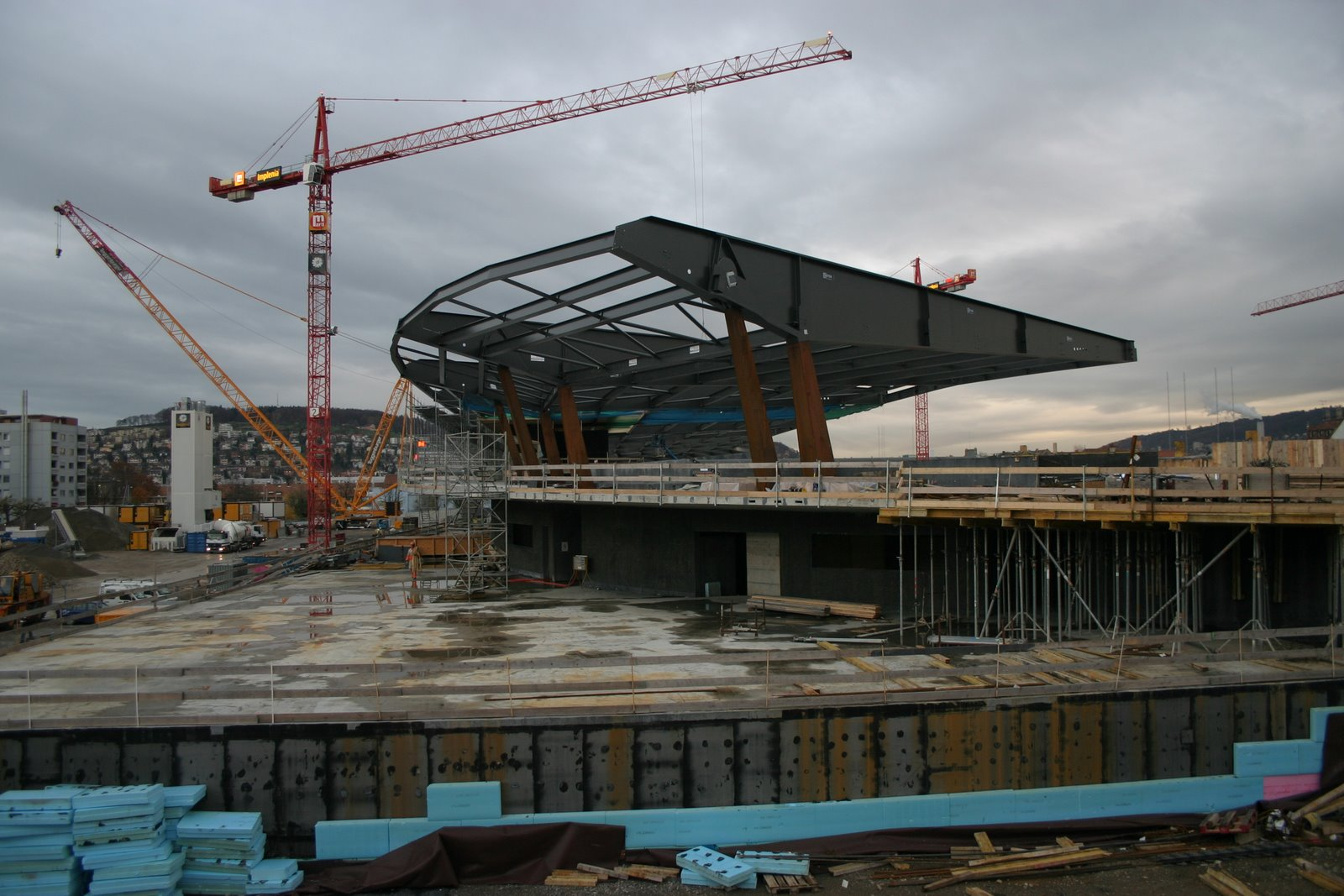
Xây dựng sân vận động mới
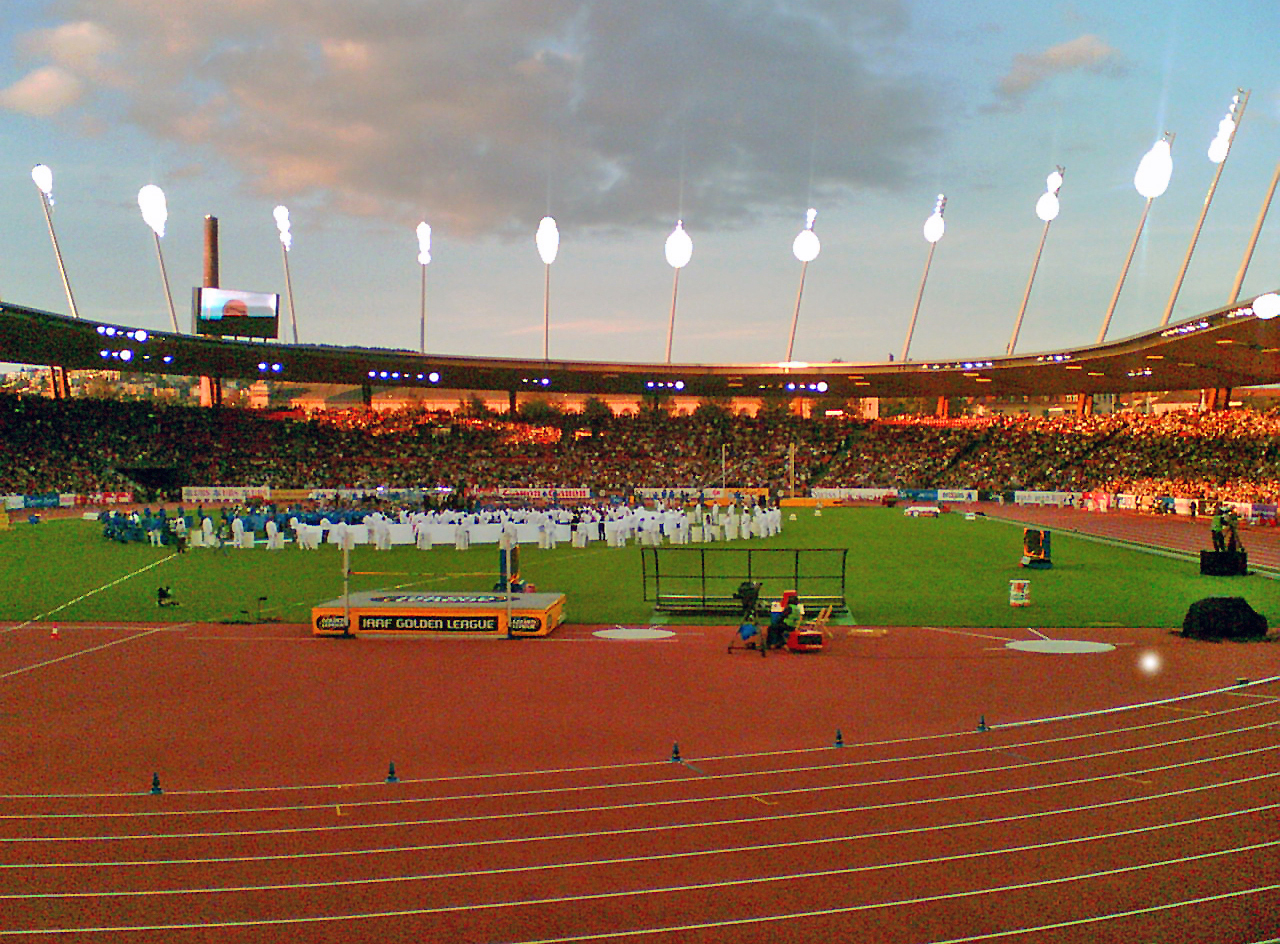
Lễ khánh thành (30 tháng 8 năm 2007)
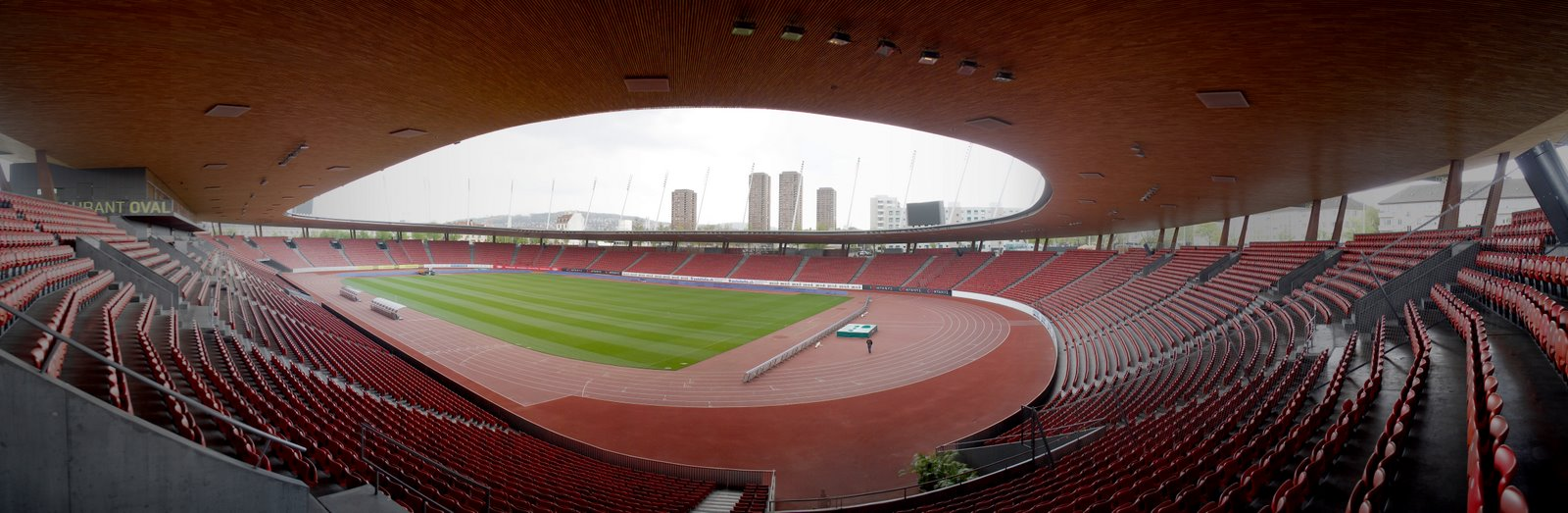
Quang cảnh bên trong Letzigrund mới
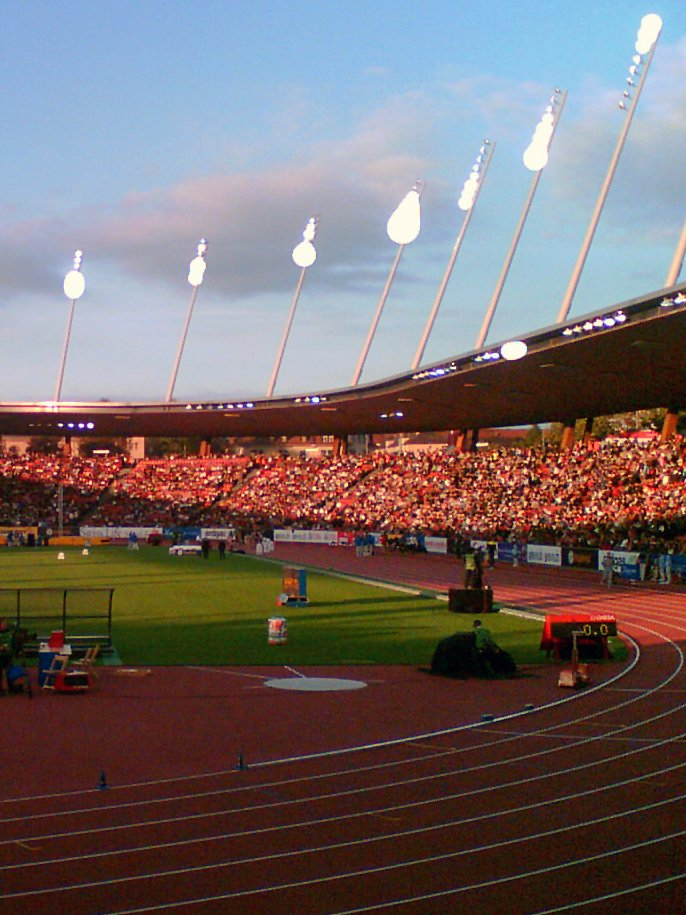
Sân vận động mới